# Campionati mondiali juniores di slittino 2002
I Campionati mondiali juniores di slittino 2002 si sono disputati ad Igls, in Austria, dal 28 gennaio al 3 febbraio 2002. Il catino olimpico nei pressi di Innsbruck ospita la manifestazione iridata di categoria per la terza volta dopo le edizioni del 1994 e del 1999.

## Podi[1][2]
| Evento         | Oro                                                                 | Tempo    | Argento                                                                | Tempo    | Bronzo                                                             | Tempo    |
| Singolo Uomini | David Möller                                                        | 1:45.878 | Patrik Schürer                                                         | 1:46.598 | Jonathan Myles                                                     | 1:46.683 |
| Singolo Donne  | Nina Reithmayer                                                     | 1:21.203 | Maria Feichter                                                         | 1:21.397 | Tatjana Hüfner                                                     | 1:21.467 |
| Doppio         | Yukio Griffall Dan Joye                                             | 1:21.585 | Franz König Christian Kontny                                           | 1:21.675 | Marcel Lorenz Christian Baude                                      | 1:21.852 |
| Gara a squadre | Germania-2 David Möller Tatjana Hüfner Franz König Christian Kontny | 2:15.237 | Germania-1 Patrik Schürer Anja Eberhardt Marcel Lorenz Christian Baude | 2:15.952 | Austria-1 Anton Hörhager Nina Reithmayer Peter Penz Georg Fischler | 2:16.469 |

## Medagliere
| Posiz. | Nazione     | Oro | Argento | Bronzo | Totale |
| ------ | ----------- | --- | ------- | ------ | ------ |
| 1      | Germania    | 2   | 3       | 2      | 7      |
| 2      | Austria     | 1   | 0       | 1      | 2      |
| 2      | Stati Uniti | 1   | 0       | 1      | 2      |
| 4      | Italia      | 0   | 1       | 0      | 1      |